# Habsburg–Lotaringiai Ferdinánd Károly Lajos főherceg
Habsburg–Lotaringiai Ferdinánd Károly Lajos főherceg (Erzherzog Ferdinand Karl Ludwig Joseph Johann Maria von Österreich (Bécs, 1868. december 27. –  München, 1915. március 10.), osztrák főherceg, magyar és cseh királyi herceg, cs. és kir. vezérőrnagy, Ferenc Ferdinánd trónörökös öccse, Károly császár és király nagybátyja. 1911 után Ferdinand Burg polgári néven élt, a korabeli magyar sajtóban Burg Ferdinánd néven említik.

## Élete

### Származása, testvérei
Édesapja Habsburg–Lotaringiai Károly Lajos főherceg (1833–1896), I. Ferenc József császár és király öccse, Habsburg–Lotaringiai Ferenc Károly főhercegnek (1802–1878) és Zsófia főhercegnének (1805–1872) fia volt. Édesanyja Károly Lajos főherceg második felesége, Mária Annunciáta nápoly–szicíliai királyi hercegnő (Principessa Maria Annunciata di Borbone della Due Sicilie, 1842–1871), II. Ferdinánd nápoly–szicíliai királynak (1810–1859) és Habsburg–Tescheni Mária Terézia Izabella főhercegnőnek (1816–1867) leánya volt. Ferdinánd Károly a házaspár harmadik gyermekeként született:
- Ferenc Ferdinánd főherceg (1863–1914). Apjának 1896-ban bekövetkezett halála után ő lett a Monarchia trónörököse, 1914-es meggyilkolásáig.
- Ottó Ferenc főherceg (1865–1906), aki Mária Jozefa Lujza szász királyi hercegnőt (1867–1944) vette feleségül, az ő fiuk lett Károly császár és király, az Osztrák–Magyar Monarchia utolsó uralkodója.
- Ferdinánd Károly Lajos főherceg (1868–1915).
- Margit Zsófia főhercegnő (1870–1902), aki Albrecht württembergi herceghez ment feleségül.

Ferdinánd Károly féltestvérei, apjának harmadik házasságából, amelyet a Bragança-házból való Mária Terézia portugál infánsnővel (1855–1944) kötött: 
- Mária Annunciáta főhercegnő (1876–1961), aki a Prágában a Hradzsini Szent Teréz kolostor főapátnője lett.
- Erzsébet Amália főhercegnő (1878–1960), aki Aloys (Alajos) von und zu Liechtenstein herceghez ment feleségül, az ő fiuk lett II. Ferenc József, Liechtenstein uralkodó hercege.

### Katonai pályafutása
Édesanyját háromévesen veszítette el. Mostohaanyja, Mária Terézia főhercegné nevelte nagy szeretettel. Gyermekkorát főleg a reichenaui uradalomban és az artstetteni kastélyban töltötte. Mint minden Habsburg főherceg, tizennyolc éves korában megkapta az Aranygyapjas rendet, és még ugyanebben az évben, 1884. április 25-én hadnagyként bevonult be a 4. ulánus ezredhez. Hároméves katonai kiképzés után áthelyezték a 2. műszaki ezredhez, érdeklődésének megfelelően. Itt léptették elő főhadnaggyá 1889. október 26-án.
Ferenc József egyetlen fia, Rudolf trónörökös 1889. január 30-án Mayerlingben meghalt (valószínűleg öngyilkosságot követett el). 1896-ban a császár legidősebb öccse, Károly Lajos főherceg is elhunyt, ekkor az ő legidősebb fia, Ferenc Ferdinánd főherceg lett az új trónörökös, aki tuberkulózisban szenvedett, bár 1896-ban váratlanul felgyógyult, viszont 1900. július 1-jén rangon aluli házasságot kötött Chotek Zsófia grófnővel, és emiatt le kellett mondania gyermekei trónigényéről. Idősebb öccse, Ottó Ferenc főherceg feslett életű playboy volt. Bécsben általános volt a vélekedés, hogy Ottó várhatóan szintén lemond trónigényéről, ha neki kellene trónra lépnie. Ezekben az években tehát a harmadik fivérre, Ferdinánd Károlyra egyre többen kezdtek úgy tekinteni, mint a Monarchia trónjának lehetséges várományosára.
A trónöröklés sorsa végül egészen másként alakult, de ezek a dinasztikus körülmények igen sok (főleg külhoni) kitüntetést és érdemrendet hoztak Ferdinánd Károly főhercegnek, katonai pályafutása idején. 1891. november 28-án a szász Rautenkrone Rendet, 1893. január 31-én a württembergi Koronarend nagykeresztjét. 1893. április 26-án elsőosztályú századossá léptették elő, és az 5. felderítő zászlóaljhoz helyezték. Ugyanezen év október 27-én áthelyezték Innsbruckba, a nagyhírű tiroli 1. Császári Hegyivadász (Kaiserjäger) ezredhez, ahol 1895. október 27-én őrnaggyá, majd 1897. április 22-én alezredessé léptették elő. 1897. június 4-én kitüntették a bajor Szent Hubert-Renddel, 1898. október 3-án a szerb Fehér Sas Érdemrend Nagykeresztjével.
1898. október 27-én ezredessé léptették elő, és áthelyezték a tiroli Császári Vadászok 4. ezredéhez. Egy hónappal később, november 30-án megkapta a Katonai Érdemkeresztet. Ez a kitüntetés szorosan kötődött Ferenc József császár és király 50. uralkodói jubileumához. Minden Habsburg főherceg, aki ekkor aktív katonai szolgálatban volt, és korábban még nem kapta meg ezt kitüntetést, most megkapta az Érdemkeresztet. Ferdinánd Károly főherceget 1899. április 21-én áthelyezték a Császári Vadászok 3. ezredéhez. Május 13-án kinevezték az ezred parancsnokává. Június végén kinevezték a 48. gyalogezred tulajdonosává (azaz tiszteletbeli parancsnokává). A következő néhány év során a körzet katonai parancsnokaként több külföldi kitüntetést kapott: a spanyol III. Károly-rend nagykeresztjét aranylánccal (1900. június 8-án), a perzsa sah gyémántokkal kirakott arcképét (1900. október 19-én), a Japán Császárság Krizantém-rendjét (1900. május 6-án), a szász-weimari-ház Fehér Sólyom-rendjének nagykeresztjét (1901. június 18-án) és a Porosz Királyság Fekete Sas-rendjét (1901. november 27-én).

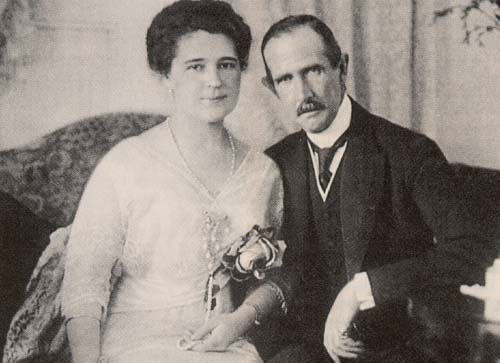
Ferdinand Burg és neje, született Berta Czuber

### Veszedelmes viszonyok
1900-ban Ferdinánd Károly legidősebb bátyja, Ferenc Ferdinánd trónörökös feleségül vette Chotek Zsófia grófnőt. Rangon aluli (morganatikus) házasságához csak úgy kaphatta meg az uralkodó engedélyét, ha lemond gyermekeinek trónöröklési jogáról. Ferenc Ferdinánd trónörökös elvárta, hogy öccsei, Ottó Ferenc és Ferdinánd Károly szolidárisak legyenek vele, és támogassák őt az uralkodó családdal szemben, de mindketten oly mértékig hűek maradtak a dinasztikus elvárásokhoz, hogy egyikük sem vett részt bátyjuk esküvőjén. A megbántott Ferenc Ferdinánd sohasem bocsátotta meg öccsei „árulását”.
Körülbelül ugyanekkor történt, hogy Ferdinánd Károly főherceg megismerkedett Berta Czuber (1879–1979) polgárleánnyal, Emanuel Czuber egyetemi tanárnak, a bécsi Műszaki Egyetem matematika-professzorának leányával. A főherceg, akinek fő érdeklődési területe (a színházi élet mellett) a műszaki tudományok voltak, mindig szívesen vállalta a bécsi Mérnökbál fővédnökségét. Itt találkozott először a 21 éves, vonzó Berta Czuberrel, beleszeretett. A császári ház főrangú tagja és egy közrendű személy közötti szerelmi kapcsolatot az uralkodóház semmiképpen sem tűrte volna. Kapcsolatuk első két évében a főherceg Bécsben majd Trientban szolgált területi parancsnokként. Ebben az időben találkozásaikat titokban tartották.
1902. október 17-én Ferdinánd Károly megkapta a császár legmagasabb elismerését parancsnoki teljesítményéért. Ez jogosította a Bronz Katonai Érdemérem (Signum Laudis) viselésére. Kinevezték a prágai 18. gyalogezred parancsnokává, majd hamarosan, 1902. október 26-án vezérőrnaggyá léptették elő. 1903-ban kapta utolsó katonai kitüntetéseit: június 2-án a Máltai Lovagrend Nagykeresztjét, és október 6-án az orosz Szent-András-Rend nagykeresztjét.
Titkos szerelmi viszonyáról szóló pletykák azonban egyre terjedtek. 1903 végén a főherceg elszánta magát, és házassági engedélyt kért császári nagybátyjától. A kedvező döntés érdekében kész volt felajánlani, hogy önként kilép a hadseregből, lemond katonai rangjáról, vagy akár azt is, hogy elhagyja Bécset, ha cserébe kapna egy udvari színházi intendánsi (Hoftheater-Intendant) állást. Ferenc József kitért a döntés elől, nem volt hajlandó foglalkozni unokaöccse ügyével. Ferenc Ferdinánd azonban elérkezettnek látta az időt, hogy törlesszen öccsének. Hecckampányba kezdett az udvarnál, és követelte öccsének példásan szigorú megbüntetését. Az ügy annyira elmérgesedett, hogy Ferdinánd Károly vezérőrnagyot, a császár unokaöccsét 1904. október 14-én az uralkodó utasítására azonnali hatállyal elbocsátották a császári és királyi hadsereg kötelékéből, egészségügyi okokra hivatkozva. Azt tanácsolták neki, hagyja el Bécset, és maradjon távol a fővárostól. A házasodási engedélyt azonban továbbra is megtagadták tőle.

### Kitaszítva
Ferdinánd Károly ekkor Berta Czuberrel együtt saját tiroli birtokára menekült. A meráni Obermais községben, Rottenstein kastélyában éltek, távol a nyilvánosságtól. 1909. augusztus 15-én a svájci Chur városában titokban összeházasodtak. Ferenc József csak 1911-ben értesült arról, hogy unokaöcccse rangon aluli házasságot kötött, uralkodói tiltás ellenére. Augusztusban megfosztotta unokaöccsét a Habsburgi összes nemesi címeitől és jogaitól, érvénytelenítette összes kitüntetést és érdemrendjét. Őt magát és születendő utódait kizárta a trónöröklésből, végül kitiltotta őket Bécsből. A sértett Ferenc Ferdinánd elégtételt érezhetett. Maga Ferenc József valamelyest enyhített Ferdinánd Károly büntetésen, és szerény évjáradékot juttatott unokaöccsének, az uralkodócsalád saját pénzkeretéből. A kitagadott főherceg felvette a polgári Ferdinand Burg nevet, amelyet korábban apja, Károly Lajos főherceg használt álnévként, utazásai alkalmával. Házassága Berta Czuberrel gyermektelen maradt.
Amikor Ferenc Ferdinánd trónörököst és feleségét 1914 júniusában Szarajevóban meggyilkolták, kitagadott öccse különleges engedélyt kapott, hogy Bécsbe utazhasson, legidősebb bátyjának és sógornőjének temetésére. Megtört, idős ember benyomását keltette. Az uralkodócsalád tagjai szembetűnő módon nem vettek tudomást róla. Néhány hónappal ezután, 1915. március 10-én Ferdinand Burg, az egykori Ferdinánd Károly főherceg maga is elhunyt, 47 éves korában, Münchenben.
Özvegye több, mint hat évtizeddel élte túl, ő százéves korában, 1979. július 5-én hunyt el. Mindketten a dél-tiroli Merán közelében fekvő Untermais községben, a Maria Trost zarándoktemplom kriptájában vannak eltemetve.

## Külső hivatkozások
- http://aeiou.iicm.tugraz.at/aeiou.encyclop.b/b941737.htm Archiválva 2007. június 26-i dátummal a Wayback Machine-ben AEIOU Österreich-Lexikon.
- http://www.austro-hungarian-army.co.uk/biog/erzferdinandkarl.htm Archiválva 2013. január 2-i dátummal a Wayback Machine-ben Katonai pályája.
- http://www.worldhistory.de/wnf/navbar/wnf.php?oid=1893 Életrajzi adatai.